# W Granicach
W Granicach – część wsi Wyskitna w Polsce, położona w województwie małopolskim, w powiecie nowosądeckim, w gminie Grybów. Stanowi południową część wsi.
W latach 1975–1998 miejscowość administracyjnie należała do województwa nowosądeckiego.